# Kyprov
Kyprov (1391 m) – szczyt Rudaw Gemerskich w Łańcuchu Rudaw Słowackich.  W regionalizacji słowackiej zaliczany jest do Gór Stolickich (Stolické vrchy) i jest jednym z najwyższych szczytów tych gór. W regionalizacji polskiej według Jerzego Kondrackiego nie istnieje taka jednostka, pasmo tych gór zaliczane jest do Rudaw Gemerskich.
Kyprov to jeden z wyższych szczytów Gór Stolickich. Wznosi się w długim grzbiecie tworzącym lewe zbocza doliny Hronu. Nie jest w tym grzbiecie najwyższy; po jego północnej stronie znajduje się bezimienny wierzchołek 1402 m, a grzbiet z bezimiennymi wierzchołkami ciągnie się jeszcze daleko na północ aż po przełęcz Besník.
Kyprov to szczyt całkowicie porośnięty lasem. Jego wschodnie stoki opadają do doliny źródłowego cieku rzeki Slana, w zachodnie wcina się dolina potoku Stračaník. Przez szczyt Kyprov prowadzi szlak turystyczny, oraz granica otuliny Parku Narodowego Muránska planina (należą do niej zbocza zachodnie).

## Szlak turystyczny
Slanské sedlo – Kyprov – Priehybka (Telgártska) – Pod Trsteníkom – Pred Čuntavou (skrzyżowanie ze szlakiem czerwonym). Odległość 10,2 km, suma podejść 350 m, suma zejść 430 m, czas przejścia 2,50 h